# Leucanopsis louella
Leucanopsis louella là một loài bướm đêm thuộc phân họ Arctiinae, họ Erebidae.